# Nothobranchius hengstleri
Nothobranchius hengstleri — вид коропозубоподібних риб родини Нотобранхові (Nothobranchiidae).

## Назва
Вид названий на честь акваріуміста з Мюнхена Хольгера Хенгстлера (Holger Hengstler).

## Поширення
Вид є ендеміком Мозамбіку. Типовий зразок знайдений на північному сході країни поблизу села Нассоро у провінції Кабо Дельгадо у калюжі завдовжки 6 м, завширшки 1,5 м та глибиною 10 см. Водойма сезонна, у посушливий сезон пересихає, немає рослинності. Інших місцезнаходжень невідомо.

## Опис
Сягає завдовжки до 4,1 см.
Забарвлення самця: луска на тілі та голові світло-блакитна, з чіткими краями червоного кольору, в результаті виходить сітчастий візерунок. Черево оранжевого кольору. Морда, горло, фронтальна і верхня частини голови темно-червоні. Лусочки на середній частині хвостового стебла і на основі хвостового плавника червоні. Спинний плавець жовтувато-зелений, з візерунком з червоних та коричневими плям, що утворюють арки; плями на дистальній частині плавника менші і більш щільні, від білого до світло-блакитного кольору і з тонкою синьою смугою на краях. Анальний плавець жовто-зелений.
Забарвлення самиці: тіло блідо-оливкового кольору, темнішого коричневого кольору на спині; світло-коричневого до майже сріблясто-білого на череві. Краї лусочок блакитні.